# Imperial Majesty
Imperial Majesty – perfumy produkowane przez Clive Christiana. Są one obecnie najdroższą kompozycja zapachową świata.
Zapach sprzedawany, jako Imperial Majesty No 1 został wyceniony na ok. 115 tys. funtów (w Polsce ok. 675 tys. zł). Perfumy znajdują się w flakonie z kryształu Baccarata z zatyczką 5-karatowego diamentu osadzonego w 18-karatowym złocie. Zawierają w sobie kwiatowo-orientalne nuty zapachowe.
Kompozycja zapachowa Imperial Majesty:
- Nuta głowy: limonka, biała brzoskwinia, ananas, śliwka, mirabelka, bergamotka, kardamon;
- Nuta serca: róża, jaśmin, ylang ylang, zielona orchidea, irys z Florencji;
- Nuta bazy: wanilia z Tahiti, indyjskie drzewo sandałowe, tonka, cedr, piżmo, ambra[3].